# Università di Rzeszów
L'Università di Rzeszów è un'università pubblica con sede a Rzeszów, in Polonia.

## Storia
L'ente venne istituito nel 2001 in seguito all'unione di antiche istituzioni presenti nella città: la sede locale dell'Università Marie Curie-Skłodowska di Lublino, l'Alta scuola di educazione e il Dipartimento di economia dell'Università Agraria Hugo Kołłątaj di Cracovia.

## Struttura
L'università è organizzate nelle seguenti facoltà:
- Arte
- Biologia e agraria
- Biotecnologia
- Economia
- Filologia
- Giurisprudenza
- Matematica e scienze naturali
- Medicina
- Musica
- Sociologia e storia
- Scienze della formazione
- Scienze motorie